# Pzychobitch
Pzychobitch est un groupe allemand de musique industrielle, actif entre 1999 et 2006.

## Histoire
Le groupe est formé en tant que projet des créateurs d'un autre groupe de musique industrielle appelé S.I.N.A.. Grâce à la collaboration entre Stefan Böhm, connu pour son projet Mono No Aware, et Frank Klatt de Die Farben, Pzychobitch devient un groupe à part entière, avec Sina Hübner comme chanteuse. 
Le groupe produit et sort son tout premier album studio, Eden, suivi du deuxième en 2004, The Day After,,,, et du troisième en 2006, intitulé Electrolicious. Le groupe ne montre plus signe d'activité depuis.

## Discographie
- 2000 : Master of Myself (MCD)
- 2001 : Eden (LP)
- 2002 : Big Lover (EP)[7]
- 2003 : The Day Before (EP)
- 2004 : We Are - 12" vs Digital Punk Boys (EP/single)
- 2004 : The Day After (the hecq destruxxion) (EP/single)
- 2004 : The Day After (LP)
- 2006 : Electrolicious (LP)
- 2006 : Strom aus Fantasie (EP)